# Ramiro Hernández García
Ramiro Hernández García (Ayotlan, Jalisco; 19 de febrero de 1954) es un político mexicano, miembro del Partido Revolucionario Institucional, actualmente es coordinador de delegaciones de la Sagarpa, ha sido diputado local, diputado federal, senador de la República por el Estado de Jalisco y presidente municipal de Guadalajara por el período 2012-2015.

## Carrera política: 23 años de ocupar puestos públicos
Es miembro del PRI desde 1971, ha desempeñado su carrera política principalmente en la Confederación Nacional Campesina (CNC) como Secretario de Organización y de Acción Agraria del comité estatal del PRI en Jalisco, Secretario de Prensa del Comité Ejecutivo Nacional de la CNC, Secretario General de la Liga de Comunidades Agrarias de Jalisco de 1989 a 1991.
En ese mismo año fue elegido diputado federal a la LV Legislatura, en 1994 fue coordinador general de la campaña del candidato del PRI a gobernador de Jalisco, Eugenio Ruiz Orozco, que perdería la elección constitucional frente al panista Alberto Cárdenas Jiménez.
También se ha desempeñado como delegado del PRI en varios estados del país y durante el periodo 2000 a 2003 fue Presidente del PRI en Jalisco.
Ha sido en dos ocasiones diputado al Congreso de Jalisco, de 1998 a 2001 y de 2004 a 2007, así mismo fue Senador suplente de 2000 a 2006. En el 2006, obtuvo el puesto como senador de primera minoría para el periodo que concluyó en 2012.
Ganó las elecciones municipales de Guadalajara en el 2012; su principal contrincante fue Alberto Cárdenas Jiménez del PAN.
Actualmente es Coordinador General de Delegaciones de la Sagarpa.

## Educación y vida personal
Ramiro Hernández García es originario de Ayotlán, es ingeniero agrónomo por la Universidad de Guadalajara, tiene una maestría en Economía del Desarrollo Rural en la Universidad Autónoma de Chapingo.

## Durante su gobierno

### El incendio delMercado Corona

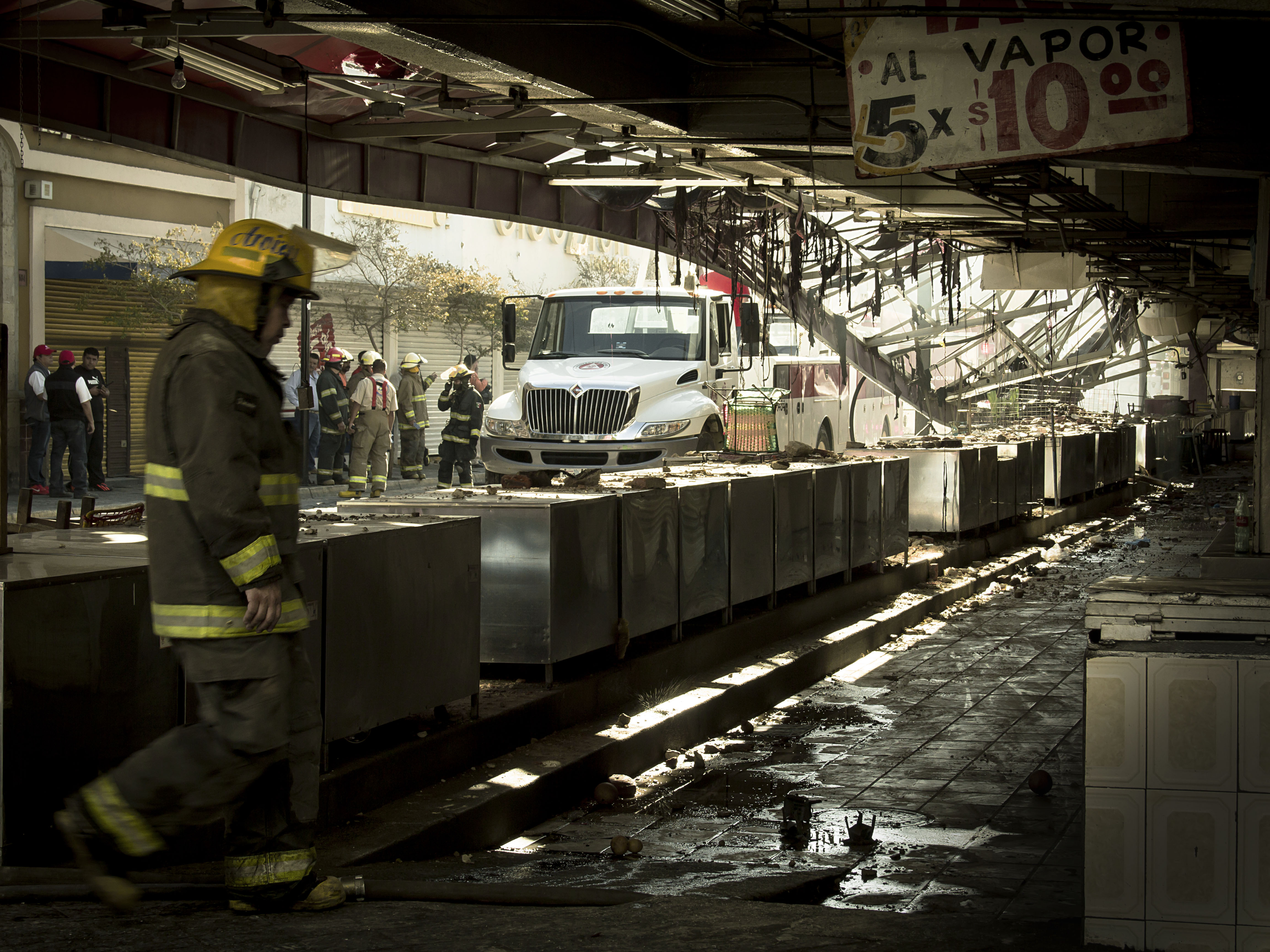
El incendio fue provocado por un corto circuito

El 4 de mayo de 2014 a las 20:25 horas el Mercado Corona se incendió "presúntamente" por un corto circuito que había alcanzado las tuberías de gas. Este siniestro ya se había presentado en 1910.
Posteriormente el IJCF (Instituto Jaliscence de Ciencias Forenses) confirmarían las primeras averiguaciones: Había sido un corto circuito lo que ocasionaría el incendio, las flamas se extenderían por los negocios dedicados a herbolaria y venta de productos religiosos, el 70% del inmueble quedaría reducido a dinteles, hormigones y columnas ennegrecidas.
Algunos comerciantes afirmarían que no fue un incidente sino un incendio intencional pues el velador escucharía tres explosiones el día del incendio. Esta versión sería confirmada por otros trabajadores nocturnos en la zona, por lo que 50 locatarios exigirían retomar las investigaciones antes del derrumbe de la estructura.

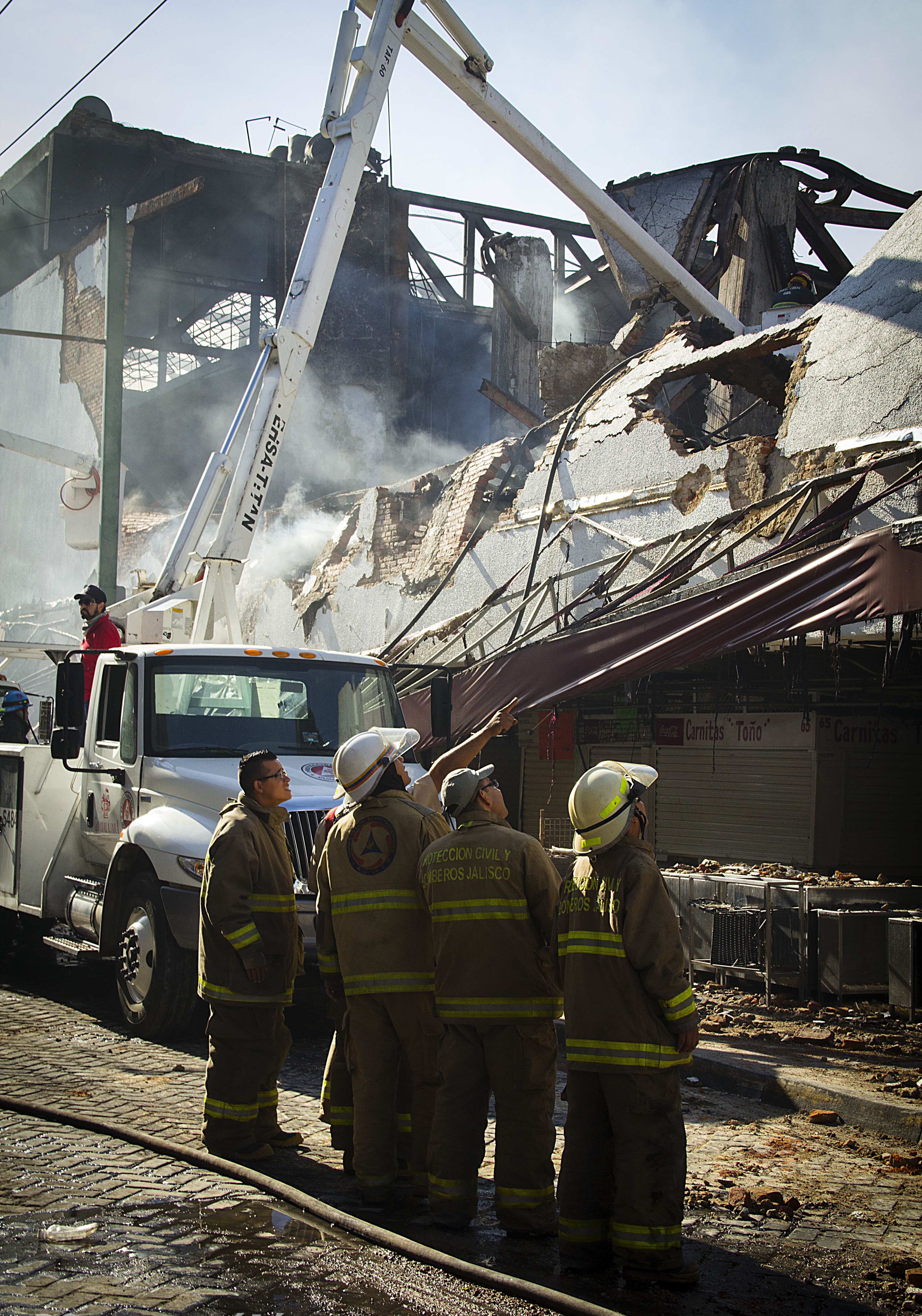
La Mañana después del incendio

Unos días después del incendio, las autoridades permitirían a los dueños de los locales recuperar las pocas pertenencias que queban en buen estado. Los trabajos de demolición controlada comenzarían el 7 de mayo de 2014.
Los comerciantes serían reubicados hasta el 27 de mayo en corredores peatonales y plazas públicas cercanas al Mercado de manera temporal. Esto después de una manifestación donde exigían información y respuestas por parte de las autoridades.
Las licitaciones para la reconstrucción del Mercado Corona se abrirían: Diseño, cimentación y construcción.
Mientras que para el diseño del nuevo mercado concursaron 30 empresas, para el proyecto ejecutivo solo concursaron tres. La ganadora fue Grupo Constructor Perse S.A. de C.V.

### Represión en el Estadio Jalisco
El 22 de marzo de 2014, 30 civiles y 20 policías, 8 de ellos de gravedad, resultaron heridos durante el estallido de violencia provocado por barristas de Chivas durante el clásico tapatío Atlas–Guadalajara.
En el Estadio Jalisco se activaron 36 bengalas solicitando apoyo. Serían detenidas 18 personas. El inmueble sería clausurado.
La autoridad municipal, los representantes de los equipos y la Secretaría de Seguridad Pública se acusarían entre sí en declaraciones frente a medios por las deficiencias en el protocolo de seguridad, la mala planeación en caso de siniestros y la actuación de los elementos de la policía.
El caso tomaría relevancia nacional cuando uno de los aficionados presentes ese día, enviaría al noticiario de Carmen Aristegui una carta: Los policías habían insultado, golpeado y provocado a los barristas, y estos respondieron a las agresiones como ha sucedido ya anteriormente.  Sin embargo, algunos involucrados mostrarían fotografías en redes sociales digitales de calzado y ropa manchados con sangre, resultado de la agresión en la que habían participado.

#### Arrestaron al barrista incorrecto
A los ocho aficionados consignados a la justicia se les imputó los siguientes cargos: Intento de homicidio, delitos contra la autoridad, robo calificado, pandillerismo y daño del inmueble.
Uno de ellos Miguel Ángel Sevilla Gutiérrez, sería inculpado por las autoridades el 29 de marzo de 2014.
La Fiscalía General del Estado (FGE) aceptó que las evidencias presentadas habían sido falseadas. Luis Carlos Nájera aceptó que la gorra, elemento de vestimenta con la que se inculpó a Sevilla, había sido plantada por los elementos de la policía que lo detuvieron.
El representante legal del joven declaró que Miguel pudo haber sido torturado para obligarlo a declarar, además se le violentó el derecho de presunción de inocencia.
El 6 de abril de 2014 sería liberado por falta de pruebas.